# José de Sousa e Bettencourt
José de Sousa e Bettencourt (Nossa Senhora do Rosário, Velas, ilha de São Jorge —?) foi produtor Agrícola em terras próprias e militar do exército português na especialidade de infantaria.

## Biografia
Prestou serviço no exército português, no Regimento de Guarnição nº 1, aquartelado na Fortaleza de São João Baptista, no Monte Brasil, junto à cidade de Angra do Heroísmo.
Foi um médio detentor de terras na ilha de São Jorge nomeadamente no concelho de Velas onde produzia vários géneros de cereais com predominância para o trigo e para o milho eram vendidos na vila das Velas e arredores chegando os excedentes a serem exportados para o continente português. 

## Relações Familiares
Foi filho do Alferes João da Silveira Bettencourt e de D. Catarina do Espírito Santo. Casou com D. Ana Rosa da Silveira a 5 de Maio de 1782 (Norte Grande, Velas, ilha de São Jorge —?) filha de Pedro Gonçalves e D. Ana Barbara, de quem teve:
1. Manuel Ávila Sousa Bettencourt (Rosais, Velas, ilha de São Jorge, 15 de Fevereiro de 1777 —?); casado com D. Ana Eusébia a 9 de Setembro de 1799.
2. Maria (Rosais, Velas, ilha de São Jorge, 10 de Julho de 1779 —?).